# Список действующих постоянных представителей при ООН
Список действующих постоянных представителей при ООН содержит всех постоянных представителей при штаб-квартире ООН в Нью-Йорке по состоянию на 22 августа 2016 года.

## Порядок стран по умолчанию

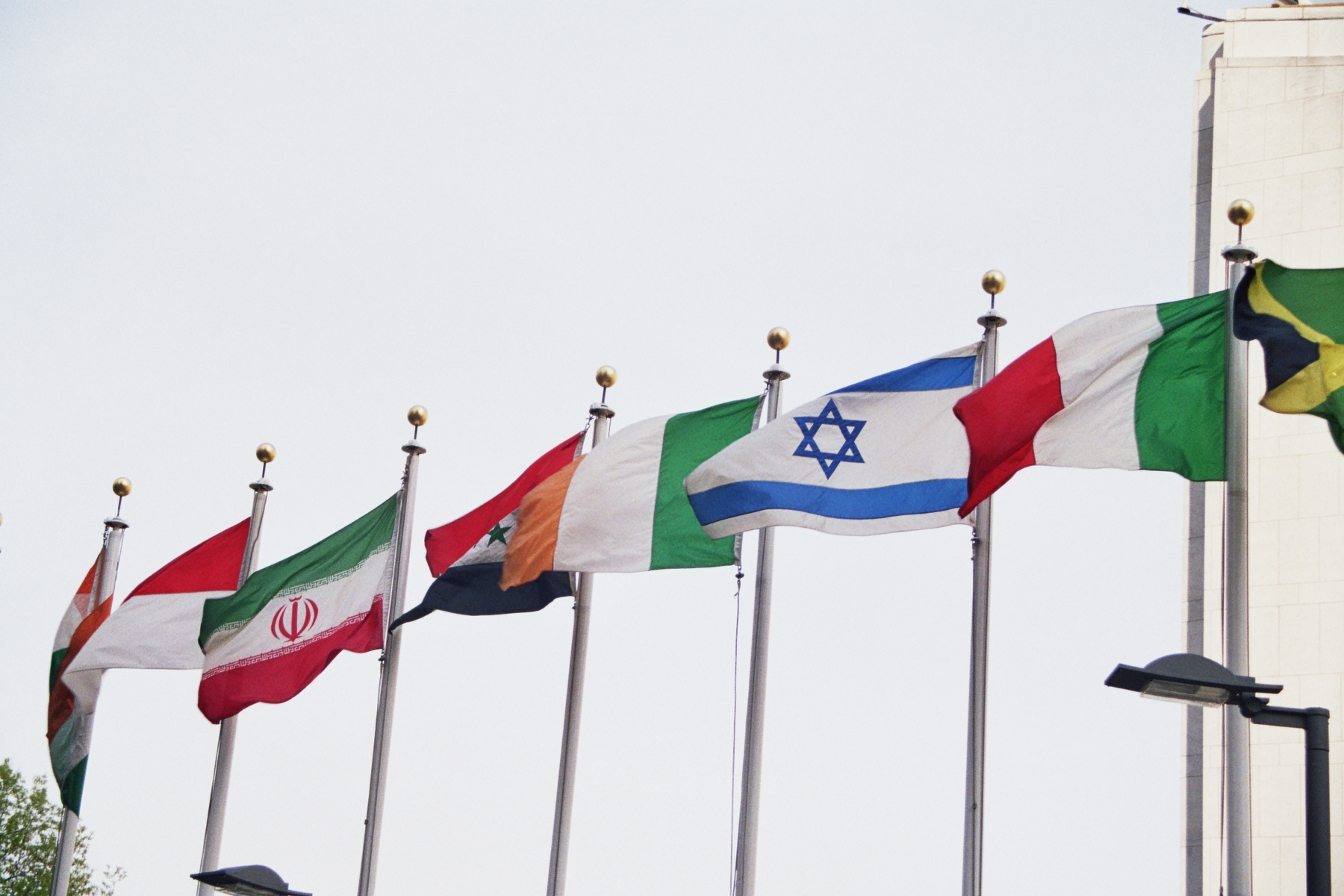
Флаги перед штаб-квартирой ООН (слева направо): Индия, Индонезия, Иран, Ирак, Ирландия, Израиль, Италия, Ямайка. Алфавитный порядок в соответствии с английским написанием: India, Indonesia, Iran, Iraq, Ireland, Israel, Italy, Jamaica

По умолчанию все страны в таблице упорядочены по их названиям, официально принятым в документах ООН на английском языке (столбец №). Этот порядок политически значим в ООН, так как используется для единообразного упорядочивания государств-членов. В этом порядке они перечисляются в документах организации, в этом же порядке вывешиваются флаги перед зданием и рассаживаются представители в зале общих заседаний.
Сортировка по русскому алфавиту (столбец Страна) может весьма отличаться от исходной как по очевидным причинам различий алфавитов и написаний, так порой и по политическим причинам.
- Из-за различий между русскими и английскими написаниями Ямайка (Jamaica) и Япония (Japan) идут перед Иорданией (Jordan) и так далее.
- Македония (№ 170) следует сразу после Таиланда по причине того, что Греция настояла на принятии Македонии в ООН как «Бывшей югославской республики Македония» (БЮРМ)[2], по-английски «The Former Yugoslav Republic of Macedonia» (FYROM). Если в отношениях со многими странами, включая США и Россию, достигнута договорённость о более стандартном названии в документах, в стенах ООН и до урегулирования проблемы Македония («The Former...») следует после Таиланда (Thailand).
- Контрпримером к предыдущему является Республика Конго (№ 39), которая в официальном порядке ООН следует перед Коста-Рикой. Здесь при наличии двух государств (Республика Конго и Демократическая Республика Конго) в ООН посчитали более уместным именовать первое государство просто Конго (Congo), поместив его таким образом перед Коста-Рикой (Costa Rica).
- При сортировке по столбцу Страна порядок сортировки будет по русскому алфавиту и по общераспространённым названиям государств в русском языке.

## Общая статистика
На август 2022 года:
- Имеется 193 место для постоянных представителей государств — членов ООН.
- Абсолютным «долгожителем» является постоянная представительница Туркменистана Аксолтан Атаева — более 27 лет, с 23 февраля 1995 года.

## Обращения к мужчинам и женщинам
Так как из многих имён пол далеко не очевиден, для удобства, как и в первоисточнике, перед именами мелким шрифтом указаны рекомендуемые обращения г-н (господин) и г-жа (госпожа). При этом проигнорировано нехарактерное для русской деловой этики различие обращений к замужней женщине (англ. Mrs.) и к той, чей статус неизвестен или который нежелательно указывать (англ. Ms.).
Проигнорированы бесполые варианты (на манер англ. Dr., доктор) и региональные гоноративы (на манер дато у мужчин или шейха у женщин), везде последовательно проставлено г-н или г-жа.

## Границы имени и фамилии
Так как имя и фамилию не всегда можно легко разграничить, имена выделены курсивом, фамилии оставлены без изменений. В ряде стран при обычном обращении имя следует после фамилии. Например в Лю Цзеи «Лю» — это фамилия, а «Цзеи» — имя, что отражено курсивом.

## Список действующих постоянных представителей при ООН (таблица)
| №   | Страна                   | Представитель                              | в должности с                |
| --- | ------------------------ | ------------------------------------------ | ---------------------------- |
| 1   | Афганистан               | г-н Насир Ахмад Файк                       | (и. о.)                      |
| 2   | Албания                  | г-н Ферит Ходзха                           | 26 октября 2021              |
| 3   | Алжир                    | г-н Мохамед Эннадир Ларбауи                | 13 января 2022               |
| 4   | Андорра                  | г-жа Элисенда Вивес Бальманья              | 3 ноября 2015                |
| 5   | Ангола                   | г-жа Мария ди Жезуж душ Рейс Феррейра      | 21 мая 2018                  |
| 6   | Антигуа и Барбуда        | г-н Вальтер Альфонсо Вебсон                | 31 августа 2020              |
| 7   | Аргентина                | г-жа Мария дель Кармен Сквефф              | 16 февраля 2016              |
| 8   | Армения                  | г-н Мхер Маргарян                          | 31 августа 2018              |
| 9   | Австралия                | г-н Джеймс Ларсен                          | 26 июля 2023                 |
| 10  | Австрия                  | г-н Александр Марщик                       | 6 июля 2020                  |
| 11  | Азербайджан              | г-н Яшар Алиев                             | 10 июня 2014                 |
| 12  | Багамские Острова        | г-н Стэн Одума Смит                        | 10 марта 2022                |
| 13  | Бахрейн                  | г-н Джамаль ар-Ровайей                     | 14 сентября 2011             |
| 14  | Бангладеш                | г-н Мухаммад Абдул Мухит                   | 2 августа 2022               |
| 15  | Барбадос                 | г-н Франсуа Айоделе Джекмен                | 21 мая 2021                  |
| 16  | Беларусь                 | г-н Валентин Рыбаков                       | 15 сентября 2017             |
| 17  | Бельгия                  | г-н Филипп Криделка                        | 10 августа 2020              |
| 18  | Белиз                    | г-н Карлос Сесил Фуллер                    | 31 марта 2021                |
| 19  | Бенин                    | г-н Марк Херманн Араба                     | 5 января 2021                |
| 20  | Бутан                    | г-жа Дома Цхеринг                          | 13 сентября 2017             |
| 21  | Боливия                  | г-н Диего Пэри Родригес                    | 11 декабря 2020              |
| 22  | Босния и Герцеговина     | г-н Свен Алкалай                           | 5 июля 2019                  |
| 23  | Ботсвана                 | г-н Коллен Виксен Келапиле                 | 26 октября 2018              |
| 24  | Бразилия                 | г-н Рональду Коста Филью                   | 6 февраля 2020               |
| 25  | Бруней                   | г-жа Нур Камар Сулайман                    | 18 февраля 2019              |
| 26  | Болгария                 | г-н Стефан Тафров                          | 6 июня 2012                  |
| 27  | Буркина-Фасо             | г-н Сейду Синка                            | 16 сентября 2021             |
| 28  | Бурунди                  | г-н Зефирин Маниратанга                    | 26 апреля 2021               |
| 29  | Кабо-Верде               | г-н Жулио Сезар Фрейре де Мораис           | 18 ноября 2021               |
| 30  | Камбоджа                 | г-н Сованн Ке                              | 13 августа 2018              |
| 31  | Камерун                  | г-н Мишель Томмо Монте                     | 8 сентября 2008              |
| 32  | Канада                   | г-н Марк-Андре Бланшар                     | 12 апреля 2016               |
| 33  | ЦАР                      | г-жа Амбруазин Кпонго                      | 19 сентября 2014             |
| 34  | Чад                      | г-н Махамат Зене Шериф                     | 13 сентября 2013             |
| 35  | Чили                     | г-н Кристиан Баррос Мелет                  | 16 апреля 2014               |
| 36  | Китай                    | г-н Лю Цзеи                                | 3 сентября 2013              |
| 37  | Колумбия                 | г-жа Мария Эмма Мехия Велес                | 25 февраля 2014              |
| 38  | Коморы                   | г-н Мохамед Али Соилихи                    | 5 ноября 2014                |
| 39  | Республика Конго         | г-н Раймон Серж Бале                       | 11 ноября 2008               |
| 40  | Коста-Рика               | г-н Хуан Карлос Мендоза Гарсия             | 4 сентября 2014              |
| 41  | Кот-д’Ивуар              | г-н Клод Буа-Камон                         | 11 мая 2015                  |
| 42  | Хорватия                 | г-н Владимир Дробняк                       | 5 августа 2013               |
| 43  | Куба                     | г-н Родольфо Рейес Родригес                | 4 февраля 2013               |
| 44  | Кипр                     | г-н Николаос Эмилиу                        | 9 апреля 2012                |
| 45  | Чехия                    | г-жа Мария Хатардова                       | 2 августа 2016               |
| 46  | КНДР                     | г-н Ча Сон Нам                             | 28 февраля 2014              |
| 47  | ДРК                      | г-н Игнас Гата Мавита ва Луфута            | 5 сентября 2012              |
| 47  | Дания                    | г-н Иб Петерсен                            | 5 августа 2013               |
| 48  | Джибути                  | г-н Мохамед Сиад Дуалех                    | 24 ноября 2015               |
| 49  | Доминика                 | г-жа Лорин Рут Баннис-Робертс              | 22 августа 2016              |
| 50  | Доминиканская Республика | г-н Франциско Антонио Кортореал            | 16 апреля 2014               |
| 51  | Эквадор                  | г-н Орасио Севилья Борха                   | 9 июня 2016                  |
| 52  | Египет                   | г-н Амр Абделлатиф Абул Атта               | 4 сентября 2014              |
| 53  | Сальвадор                | г-н Рубен Игнасио Замора Ривас             | 13 августа 2014              |
| 54  | Экваториальная Гвинея    | г-н Анатолио Ндонг Мба                     | 7 января 2010                |
| 55  | Эритрея                  | г-н Гирма Асмером Тесфайе                  | 23 апреля 2014               |
| 56  | Эстония                  | г-н Свен Юргенсон                          | 13 августа 2015              |
| 57  | Эфиопия                  | г-н Текеда Алему                           | 24 января 2011               |
| 58  | Фиджи                    | г-н Питер Томсон                           | 4 марта 2010                 |
| 59  | Финляндия                | г-н Кай Сауэр                              | 19 августа 2014              |
| 60  | Франция                  | г-н Джером Боннафунт                       | 20 февраль 2025              |
| 61  | Габон                    | г-н Бодлер Ндонг Элла                      | 31 июля 2015                 |
| 62  | Гамбия                   | г-н Мамаду Тангара                         | 18 сентября 2013             |
| 63  | Грузия                   | г-н Каха Имнадзе                           | 23 июля 2013                 |
| 64  | Германия                 | г-н Харальд Браун                          | 14 марта 2014                |
| 65  | Гана                     | г-жа Марта Поби                            | 31 июля 2015                 |
| 66  | Греция                   | г-жа Катерине Бура                         | 10 марта 2015                |
| 67  | Гренада                  | г-жа Киша Макгвайр                         | 12 апреля 2016               |
| 68  | Гватемала                | г-н Хосе Альберто Антонио Сандовал Кохулун | 19 сентября 2014             |
| 69  | Гвинея                   | г-н Мамади Туре                            | 14 сентября 2011             |
| 70  | Гвинея-Бисау             | г-н Жоао Соарес да Гама                    | 13 августа 2010              |
| 71  | Гайана                   | г-н Рудольф Майкл Тен-Поу                  | 22 августа 2016              |
| 72  | Гаити                    | г-н Дени Режи                              | 23 июля 2013                 |
| 73  | Гондурас                 | г-жа Мари Элизабет Флорес                  | 29 апрель 2010               |
| 74  | Венгрия                  | г-жа Каталин Аннамария Бодьяи              | 20 января 2015               |
| 75  | Исландия                 | г-н Эйнар Гуннарсон                        | 20 января 2015               |
| 76  | Индия                    | г-н Сайед Акбаруддин                       | 25 января 2016               |
| 77  | Индонезия                | г-н Диан Трианшах Джани                    | 12 апреля 2016               |
| 78  | Иран                     | г-н Голамали Хошру                         | 17 февраля 2015              |
| 79  | Ирак                     | г-н Мухаммед Хусейн Мухаммед Бахр аль-Улюм | июнь 2017                    |
| 80  | Ирландия                 | г-н Дэвид Донохью                          | 13 сентября 2013             |
| 81  | Израиль                  | г-н Дани Данон                             | 19 октября 2015              |
| 82  | Италия                   | г-н Себастьяно Карди                       | 20 сентября 2013             |
| 83  | Ямайка                   | г-н Кортни Раттрей                         | 25 июня 2013                 |
| 84  | Япония                   | г-н Коро Бэссё                             | 22 июня 2016                 |
| 85  | Иордания                 | г-н Махмуд Дайфаллах Хмуд                  | 2 сентября 2021              |
| 86  | Казахстан                | г-н Кайрат Абдрахманов                     | 9 января 2014                |
| 87  | Кения                    | г-н Мартин Кимани                          | декабрь 2020                 |
| 88  | Кирибати                 | г-жа Макурита Бааро                        | 19 августа 2013              |
| 89  | Кувейт                   | г-н Мансур Алотаиби                        | 4 марта 2010                 |
| 90  | Кыргызстан               | г-жа Миргуль Молдоисаева                   | 12 апреля 2016               |
| 91  | Лаос                     | г-н Кхиане Пхансуривонг                    | 16 апреля 2014               |
| 92  | Латвия                   | г-н Янис Мажейкс                           | 3 сентября 2013              |
| 93  | Ливан                    | г-н Наваф Салам                            | 13 июля 2007                 |
| 94  | Лесото                   | г-н Келебоне Маопе                         | 25 июня 2013                 |
| 95  | Либерия                  | г-н Льюис Браун                            | 30 июня 2016                 |
| 96  | Ливия                    | г-н Тахер М. Эль-Сонни                     | 6 января 2020                |
| 97  | Лихтенштейн              | г-н Кристиан Венавезер                     | 1 октября 2002               |
| 98  | Литва                    | г-жа Раймонда Мурмокайте                   | 25 октября 2012              |
| 99  | Люксембург               | г-жа Сильвия Лукас                         | 25 августа 2008              |
| 100 | Мадагаскар               | г-н Зина Андрианаривелу-Разафи             | 9 сентября 2002              |
| 101 | Малави                   | г-н Брайан Баулер                          | 17 декабрь 2014              |
| 102 | Малайзия                 | г-н Рамлан бин Ибрагим                     | 22 апреля 2015               |
| 103 | Мальдивы                 | г-н Ахмед Сарир                            | 20 декабря 2012              |
| 104 | Мали                     | г-н Дьянгина ди Яя Дукуре                  | временный поверенный в делах |
| 105 | Мальта                   | г-н Кармело Ингуанес                       | 5 июля 2016                  |
| 106 | Маршалловы Острова       | г-жа Аматлен Элизабет Кабуа                | 5 июля 2016                  |
| 107 | Мавритания               | г-н Мохамед Лемин Эль-Хасен                | 16 февраля 2016              |
| 108 | Маврикий                 | г-н Джагдиш Дхарамчанд Кунджул             | 24 ноября 2015               |
| 109 | Мексика                  | г-н Хуан Хосе Гомес Камачо                 | 16 февраля 2016              |
| 110 | Микронезия               | г-жа Джейн Чигиял                          | 2 декабря 2011               |
| 111 | Монако                   | г-жа Исабель Пикко                         | 11 сентября 2009             |
| 112 | Монголия                 | г-н Сухболд Сухи                           | 31 июля 2015                 |
| 113 | Черногория               | г-н Желько Перович                         | 11 мая 2015                  |
| 114 | Марокко                  | г-н Омар Хилале                            | 23 апреля 2014               |
| 115 | Мозамбик                 | г-н Антонио Гуменде                        | 20 октября 2011              |
| 116 | Мьянма                   | г-н Хау До Суан                            | 5 июля 2016                  |
| 117 | Намибия                  | г-н Уилфред Эмвула                         | 31 август 2010               |
| 118 | Науру                    | г-жа Марлен Мозес                          | 30 марта 2005                |
| 119 | Непал                    | г-н Дурга Прасад Бхаттарай                 | 19 августа 2013              |
| 120 | Нидерланды               | г-н Карел ван Остером                      | 5 августа 2013               |
| 121 | Новая Зеландия           | г-н Джерард ван Боэмен                     | 11 мая 2015                  |
| 122 | Никарагуа                | г-жа Мария Рубиалес де Чаморро             | 13 июля 2007                 |
| 123 | Нигер                    | г-н Абдалла Вафи                           | 8 сентября 2015              |
| 124 | Нигерия                  | г-н Усман Сарки                            | временный поверенный в делах |
| 125 | Норвегия                 | г-н Гейр Педерсен                          | 5 сентября 2012              |
| 126 | Оман                     | г-жа Люта аль-Мугайри                      | 8 апреля 2011                |
| 127 | Пакистан                 | г-жа Малиха Лодхи                          | 10 марта 2015                |
| 128 | Палау                    | г-н Калеб Отто                             | 3 сентября 2013              |
| 129 | Панама                   | г-жа Лаура Елена Флорес Эррера             | 4 сентября 2014              |
| 130 | Папуа — Новая Гвинея     | г-н Макс Хуфанен Раи                       | 9 июня 2016                  |
| 131 | Парагвай                 | г-н Федерико Альберто Гонзалес Франко      | 20 января 2015               |
| 132 | Перу                     | г-н Густаво Адолфо Меза-Куадра Веласкес    | 24 октября 2013              |
| 133 | Филиппины                | г-жа Лурдес Ортиз Ипаррагирре              | 22 апреля 2015               |
| 134 | Польша                   | пан Богуслав Винид                         | 4 сентября 2014              |
| 135 | Португалия               | г-н Альваро де Мендоса Моура               | 16 апреля 2013               |
| 136 | Катар                    | г-жа Алия Аль Тани                         | 24 октября 2013              |
| 137 | Республика Корея         | г-н О Юн                                   | 20 сентября 2013             |
| 138 | Молдова                  | г-н Георгий Леукэ                          | 18 ноября 2021               |
| 139 | Румыния                  | г-н Ион Жинга                              | 13 августа 2015              |
| 140 | Россия                   | г-н Василий Небензя                        | 27 июля 2017                 |
| 141 | Руанда                   | г-жа Валентина Ругвабиза                   | ноябрь 2016                  |
| 142 | Сент-Китс и Невис        | г-н Сэм Кондор                             | 27 октября 2015              |
| 143 | Сент-Люсия               | г-жа Менисса Рамбалли                      | 6 июня 2012                  |
| 144 | Сент-Винсент и Гренадины | г-жа Инга Ронда Кинг                       | 13 сентября 2013             |
| 145 | Самоа                    | г-н Алийоайга Фетури Элисайя               | 18 сентября 2003             |
| 146 | Сан-Марино               | г-н Дамиано Белеффи                        | 22 августа 2016              |
| 147 | Сан-Томе и Принсипи      | г-н Карлос дас Невес                       | 19 сентября 2012             |
| 148 | Саудовская Аравия        | г-н Абдалла аль-Муаллими                   | 23 июня 2011                 |
| 149 | Сенегал                  | г-н Фоде Сек                               | 19 сентября 2014             |
| 150 | Сербия                   | г-н Милан Миланович                        | 19 августа 2013              |
| 151 | Сейшельские Острова      | г-жа Мария-Луиза Поттер                    | 5 сентября 2012              |
| 152 | Сьерра-Леоне             | г-н Ванди Хиди Мина                        | 18 сентября 2013             |
| 153 | Сингапур                 | г-н Бурхан Гафур                           | 22 августа 2016              |
| 154 | Словакия                 | г-н Франтишек Ружичка                      | 5 сентября 2012              |
| 155 | Словения                 | г-н Андрей Логар                           | 3 сентября 2013              |
| 156 | Соломоновы Острова       | г-н Коллин Бек                             | 26 ноября 2003               |
| 157 | Сомали                   | г-н Ахмед Ботан Даккар                     | временный поверенный в делах |
| 158 | ЮАР                      | г-н Джерри Мэтьюс Матджила                 | 5 июля 2016                  |
| 159 | Южный Судан              | г-н Акуэй Бона Малвал                      | 5 июля 2016                  |
| 160 | Испания                  | г-н Роман Марчези                          | 9 января 2014                |
| 161 | Шри-Ланка                | г-н Рохан Перера                           | 22 апреля 2015               |
| 162 | Судан                    | г-н Омер Дахаб Фадл Мохамед                | 8 сентября 2015              |
| 163 | Суринам                  | г-н Генри Макдоналд                        | 16 августа 2007              |
| 164 | Свазиленд                | г-н Звелетху Мниси                         | 24 август 2010               |
| 165 | Швеция                   | г-н Улоф Скуг                              | 10 марта 2015                |
| 166 | Швейцария                | г-н Юрг Лаубер                             | 8 сентября 2015              |
| 167 | Сирия                    | г-н Башар Джафари                          | 31 июля 2006                 |
| 168 | Таджикистан              | г-н Махмадамин Махмадаминов                | 25 февраля 2014              |
| 169 | Таиланд                  | г-н Вирачаи Пласаи                         | 10 марта 2015                |
| 170 | Северная Македония       | г-н Василе Андоноски                       | 14 марта 2014                |
| 171 | Восточный Тимор          | г-жа Мария Элена Лопиш ди Жезуш Пиреш      | 12 апреля 2016               |
| 172 | Того                     | г-н Коку Кпайдо                            | 30 июня 2016                 |
| 173 | Тонга                    | г-н Махе Тупоуниуа                         | 19 августа 2013              |
| 174 | Тринидад и Тобаго        | г-н Пенелопе Альтея Беклес                 | 22 августа 2016              |
| 175 | Тунис                    | г-н Набиль Аммар                           | 25 март 2025                 |
| 176 | Турция                   | г-н Феридун Синирлиоглу                    | 15 октября 2016              |
| 177 | Туркменистан             | г-жа Аксолтан Атаева                       | 23 февраля 1995              |
| 178 | Тувалу                   | г-н Аунесе Симати                          | 20 декабря 2012              |
| 179 | Уганда                   | г-н Ричард Ндухура                         | 15 мая 2013                  |
| 180 | Украина                  | г-н Сергей Кислица                         | 18 октября 2019              |
| 181 | ОАЭ                      | г-жа Лана Заки Нуссейбех                   | 18 сентября 2013             |
| 182 | Великобритания           | г-жа Вудворд Барбара                       | 6 августа 2020               |
| 182 | Танзания                 | г-н Тувако Манонги                         | 19 сентября 2012             |
| 183 | США                      | г-жа Линда Томас-Гринфилд                  | 25 февраля 2021              |
| 184 | Уругвай                  | г-н Карлос Даниэль Аморин Тенкони          | 15 октября 2019              |
| 185 | Узбекистан               | г-н Музаффар Мадрахимов                    | 23 апрель 2014               |
| 186 | Вануату                  | г-н Одо Теви                               | 13 августа 2014              |
| 187 | Венесуэла                | г-н Рафаэль Рамирес Карреньо               | 16 января 2015               |
| 188 | Вьетнам                  | г-жа Нгуен Фыонг Нга                       | 5 ноября 2014                |
| 189 | Йемен                    | г-н Халид Али-Эмани                        | 20 января 2015               |
| 190 | Замбия                   | г-жа Чола Миламбо                          | 17 мая 2022                  |
| 191 | Зимбабве                 | г-н Альберт Ранганай Чимбинди              | 26 июля 2021                 |

## Постоянные наблюдатели при ООН (дополнение)
Помимо постоянных представителей, в ООН также имеются два члена в статусе постоянных наблюдателей при ООН (вне предлагаемой таблицы):
- Габриэле Джордано Качча  от Святого Престола
- Риад Мансур от Государства Палестина